# Quesa
Quesa – gmina w Hiszpanii, w prowincji Walencja, we wspólnocie autonomicznej Walencja, o powierzchni 73,1 km². W 2011 roku liczyła 735 mieszkańców.